# مؤسسه مطالعات پیشرفته برلین

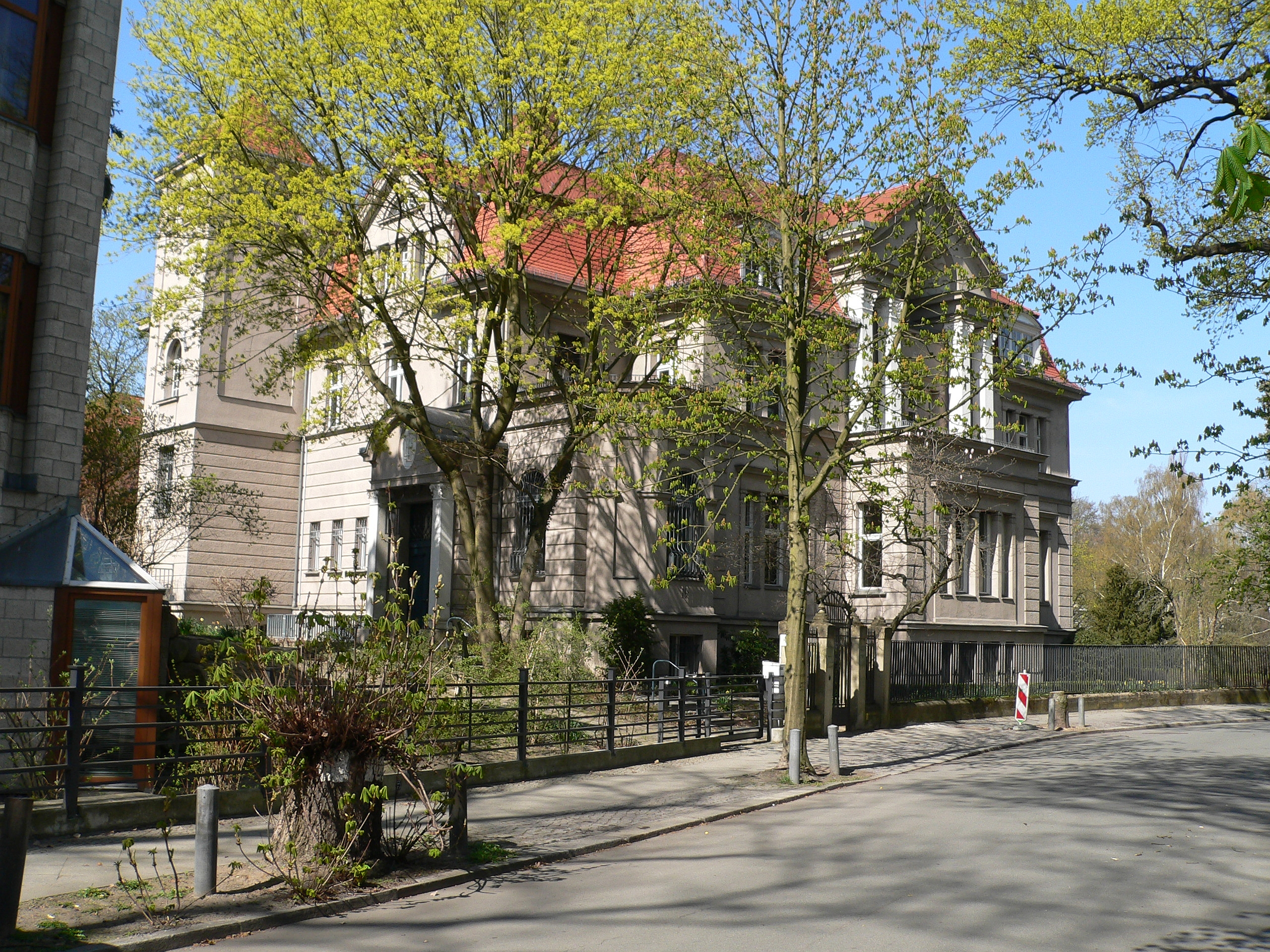
مؤسسهٔ مطالعات پیشرفته واقع در گرونوالد برلین

مؤسسهٔ مطالعات پیشرفتهٔ برلین (به آلمانی: Wissenschaftskolleg zu Berlin) در سال ۱۹۸۱ به تبعیّت از مؤسسهٔ مطالعات پیشرفتهٔ پرینستون تأسیس شد. هدف از تأسیس مؤسسه فراهم کردن فرصت‌های مطالعاتی، فارغ از وظایف اداری، به مدت یک سال دانشگاهی (۱۵ سپتامبر تا ۱۵ ژوئیه)، برای پژوهش‌گران و محققات به منظور تمرکز روی طرح‌های خودشان است. فرصت‌های مطالعاتی در هر زمان به ۴۰ محقق از رشته‌های و فرهنگ‌های مختلف تعلّق می‌گیرد.